# 2000 en Ontario
Chronologie de l'Ontario
- 1996
- 1997
- 1998
- 1999
- 2000
- 2001
- 2002
- 2003
- 2004

Cette page concerne des événements d'actualité qui se sont produits durant l'année 2000 dans la province canadienne de l'Ontario.

## Politique
- Premier ministre :  Mike Harris du parti progressiste-conservateur de l'Ontario.
- Chef de l'Opposition :
- Lieutenant-gouverneur :
- Législature : 37e

## Naissances
- 27 mars : Sophie Nélisse, actrice.
- 2 juin : Jonathan Pitre (en) († 4 avril 2018).

## Décès
- 7 février : Wilfred Cantwell Smith (en), professeur de religion comparée (° 21 juillet 1916).
- 16 mars : Michael Starr, député fédéral de l'Ontario (1952-1968) (° 14 novembre 1910).
- 21 avril : Al Purdy (en), poète (° 30 décembre 1918).
- 21 juin : Claude Bissell (en), auteur et éducateur (° 10 octobre 1916).
- 21 juillet - Frank Miller, 19e premier ministre de l'Ontario (° 14 mai 1927).
- 1er août : Hugh Hood (en), romancier (° 30 avril 1928).